# Unanué
Unanué é um município da província de La Pampa, na Argentina.